# Zeeb
Zeeb es un nombre hebreo del Antiguo Testamento que significa lobo.
En la época de los Jueces los madianitas tenían dos reyes, y sendos príncipes. El hijo del rey Zalmunna, Zeeb (en hebreo זְאֵב, Z'ev), junto con el otro príncipe, Oreb, fueron puestos al frente del ejército, combatiendo durante siete años contra Israel, utilizando para ello camellos en sus ataques.
Serían finalmente vencidos por Gedeón en la batalla conocida como el «día de Madián». Tras la derrota fueron perseguidos, siendo finalmente Zeeb asesinado, al igual que Oreb (Jueces 7:20-25). Muchos de los madianitas perecieron con él (Salmos 83:12; Isaías 10:26).
El lugar donde los hombres de Gedeón mataron a Zeeb tras la derrota del ejército de Madián se denomina Lagar de Zeeb, una vez muerto, las tropas israelitas le llevaron su cabeza desde el otro lado del valle del Jordán.